# Wasserstraße 25 (Stralsund)

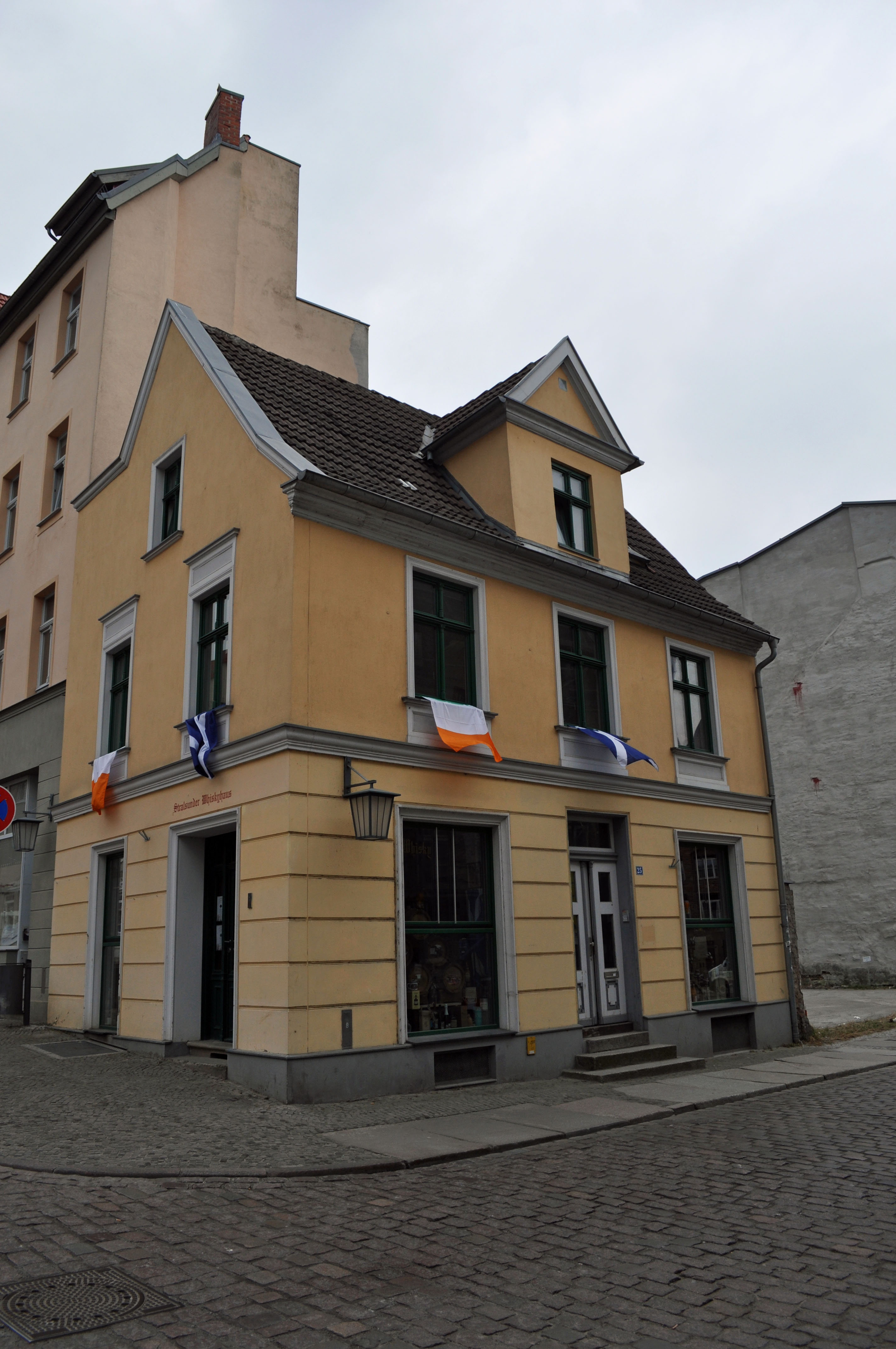
Das Haus Wasserstraße 25 in Stralsund (2012)

Das Gebäude mit der postalischen Adresse Wasserstraße 25 ist ein denkmalgeschütztes Bauwerk in der Wasserstraße in Stralsund, an der Ecke zur Heilgeiststraße.
Der zweigeschossige Putzbau wurde im ausgehenden 18. Jahrhundert errichtet.
Zur Wasserstraße hin dreiachsig und traufständig, ist es in der Mittelachse von einem übergiebelten Zwerchhaus gekrönt. Die Giebelseite zur Heilgeiststraße ist zweiachsig.
Die verputzte Fassade ist schlicht, ein Gesims trennt die Geschosse optisch.
Das Haus liegt im Kerngebiet des von der UNESCO als Weltkulturerbe anerkannten Stadtgebietes des Kulturgutes „Historische Altstädte Stralsund und Wismar“. In die Liste der Baudenkmale in Stralsund ist es mit der Nummer 770 eingetragen.